# Watseka
Watseka és una població dels Estats Units a l'estat d'Illinois. Segons el cens del 2000 tenia 5.670 habitants.

## Demografia
Segons el cens del 2000, Watseka tenia 5.670 habitants, 2.314 habitatges, i 1.483 famílies. La densitat de població era de 835,6 habitants/km².
Dels 2.314 habitatges en un 28,8% hi vivien nens de menys de 18 anys, en un 49,3% hi vivien parelles casades, en un 11,2% dones solteres, i en un 35,9% no eren unitats familiars. En el 31,2% dels habitatges hi vivien persones soles el 15,8% de les quals corresponia a persones de 65 anys o més que vivien soles. El nombre mitjà de persones vivint en cada habitatge era de 2,35 i el nombre mitjà de persones que vivien en cada família era de 2,93.
Per edats la població es repartia de la següent manera: un 23,7% tenia menys de 18 anys, un 8,1% entre 18 i 24, un 25,1% entre 25 i 44, un 21,6% de 45 a 60 i un 21,6% 65 anys o més.
L'edat mediana era de 40 anys. Per cada 100 dones de 18 o més anys hi havia 83,7 homes.
La renda mediana per habitatge era de 30.440 $ i la renda mediana per família de 40.000 $. Els homes tenien una renda mediana de 30.516 $ mentre que les dones 19.680 $. La renda per capita de la població era de 16.638 $. Aproximadament el 12,7% de les famílies i el 15,4% de la població estaven per davall del llindar de pobresa.

## Poblacions més properes
El següent diagrama mostra les poblacions més properes.